# پاک‌سازی مخاطی‌مژه‌ای
پاک‌سازی مخاطی‌مژه‌ای یا پاکسازی موکوسیلیاری (انگلیسی: Mucociliary clearance) (به اختصار MCC) یا انتقال مخاطی‌مژه‌ای یا حرکت مخاطی‌مژه‌ای، سازوکار خودپاکسازی راه هوایی در دستگاه تنفسی را توصیف می‌کند. این فرایند یکی از دو سازوکار محافظتی برای ششها در جهت حذف ذرات معلق تنفس‌شده، از جمله بیماری‌زاها، پیش از رسیدن به پارانشیم شش‌ها است. سازوکار دیگر، رفلکس سرفه می‌باشد. پاک‌سازی مخاطی‌مژه‌ای نقش عمده‌ای در بهداشت ریوی دارد.
کارآمدی MCC به ویژگی‌های صحیح مخاط تولیدشده، هم در لایهٔ مخاط و هم در لایهٔ رویی آن، و همچنین تعداد و کیفیت مژک‌های موجود در بافت پوششی تنفسی بستگی دارد. یکی از عوامل مهم، میزان ترشح موسین است. مجراهای یونی CFTR و ENaC برای حفظ میزان آبرسانی لازم به مایع سطحی راه هوایی با یکدیگر همکاری می‌کنند.
هرگونه اختلال در عملکرد دقیق مژک‌ها می‌تواند منجر به بروز بیماری شود. اختلالات در ساختار مژک‌ها می‌تواند موجب ابتلا به مجموعه‌ای از بیماری‌های مژکی، به‌ویژه دیس‌کینزی اولیه مژکی شود. استعمال دخانیات می‌تواند موجب کوتاه شدن طول مژک‌ها شود.

## کارکرد
در بخش فوقانی دستگاه تنفسی، موی بینی در سوراخ بینی ذرات بزرگ‌تر را به دام می‌اندازد و عطسه نیز ممکن است برای دفع آن‌ها برانگیخته شود. مخاط بینی نیز ذرات را به دام می‌اندازد تا مانع از ورود آن‌ها به بخش‌های پایین‌تر دستگاه تنفسی شود. در سایر بخش‌های دستگاه تنفسی، ذرات بر اساس اندازهٔ خود در بخش‌های مختلف راه‌های هوایی رسوب می‌کنند؛ ذرات بزرگ‌تر در نایژه‌های بزرگ‌تر به دام می‌افتند. با باریک‌تر شدن راه‌های هوایی، تنها ذرات کوچک‌تر می‌توانند عبور کنند. شاخه‌های متعدد راه‌های هوایی موجب ایجاد آشفتگی در جریان هوا می‌شود و در محل اتصال این شاخه‌ها، ذرات رسوب کرده و به کیسه هوایی نمی‌رسند. تنها بیماری‌زاهای بسیار کوچک قادر به نفوذ به آلوئول‌ها هستند. پاک‌سازی مخاطی‌مژه‌ای برای حذف این ذرات و همچنین برای به دام انداختن و حذف بیماری‌زاها از راه‌های هوایی عمل می‌کند تا از پارانشیم حساس شش محافظت کند و همچنین به مرطوب نگه داشتن راه‌های هوایی کمک کند.
پاک‌سازی مخاطی‌مژه‌ای همچنین در دفع ریوی مشارکت دارد، که طی آن بازدم مواد ترشح‌شده از مویرگ به فضای آلوئولی را خارج می‌کند.

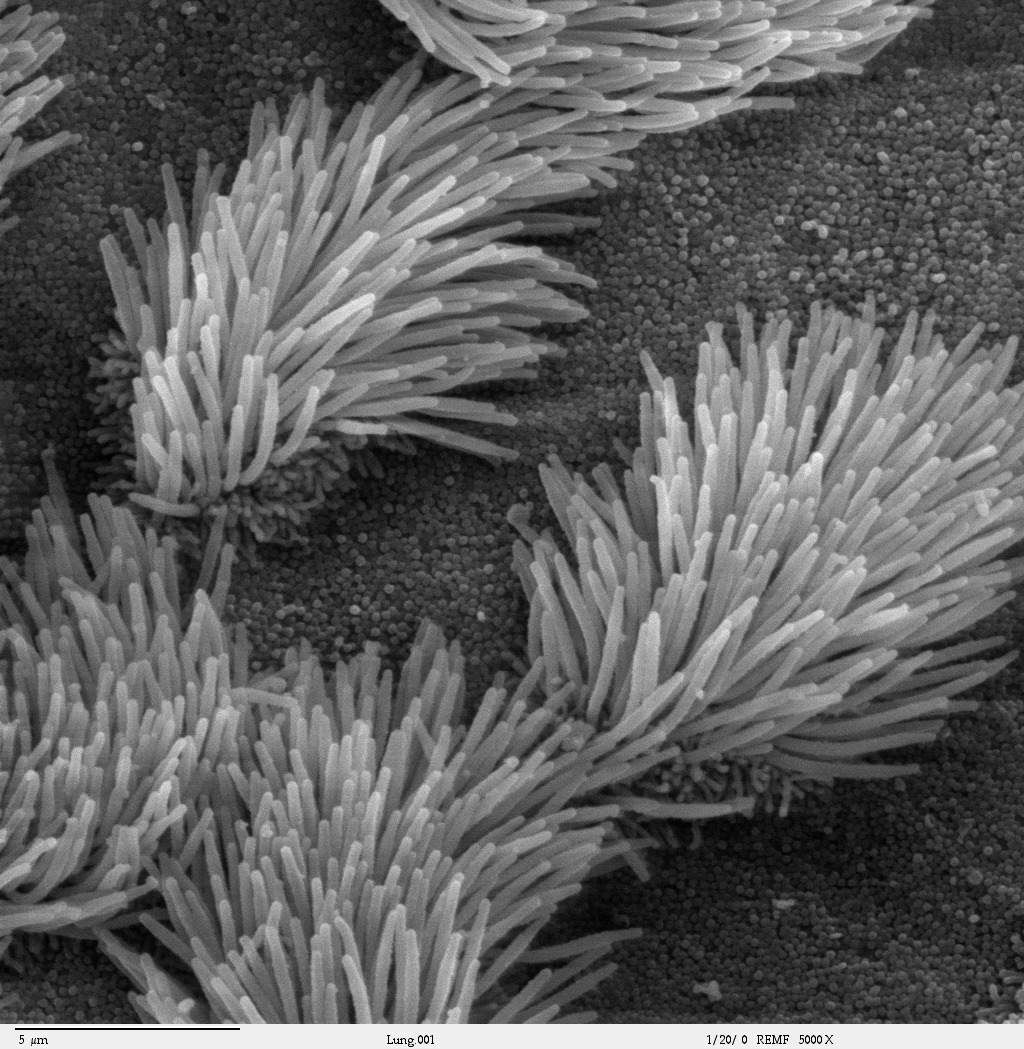
نمای میکروسکوپ الکترونی روبشی از مژک‌های بیرون‌زده از بافت پوششی تنفسی در نای درگیر در پاک‌سازی مخاطی‌مژه‌ای.

### اجزاء
در راه هوایی، از نای تا نایژک‌ها، پوشش از نوع بافت پوششی تنفسی و مژکدار است. مژکها ساختارهای موی‌مانند و ریزلولهای هستند که روی سطح مجرا  بافت پوششی قرار دارند. هر سلول پوششی حدود ۲۰۰ مژک دارد که به‌طور پیوسته با بسامد ۱۰ تا ۲۰ ضربه در ثانیه می‌زنند.
مژکها درون لایه‌ای از مخاط (PCL) احاطه شده‌اند، که یک لایهٔ سُل است و روی آن لایهٔ ژل مخاط قرار دارد. این دو لایه با هم مخاط (ELF)، که با عنوان مخاط (ASL) نیز شناخته می‌شود، را تشکیل می‌دهند که ترکیب آن به‌طور دقیق تنظیم می‌شود. مجرای یونیهای CFTR و ENaC با همکاری یکدیگر رطوبت مورد نیاز مایع سطحی راه هوایی را حفظ می‌کنند. میزان ترشح موسین عامل مهم دیگری است. مخاط به حفظ رطوبت بافت پوششی کمک می‌کند و ذرات معلق و بیماری‌زاهای عبوری از راه هوایی را به دام می‌اندازد و ترکیب آن تعیین‌کنندهٔ کارآمدی پاک‌سازی مخاطی‌مژه‌ای است.

### سازوکار
درون لایهٔ نازک مایع اطراف مژک‌ها، مژک‌ها به صورت هماهنگ به سوی حلق می‌زنند، جایی که مخاط حمل‌شده یا بلعیده می‌شود یا از طریق سرفه خارج می‌گردد. این حرکت یا از پایین دستگاه تنفسی به سمت بالا، یا از ساختارهای بینی به سمت پایین، برای پاک‌سازی مخاط تولیدشده به‌طور پیوسته انجام می‌شود.
هر مژک حدود ۷ میکرومتر (یکا) طول دارد، و در پایهٔ خود ثابت شده است. حرکت آن شامل دو بخش است: ضربهٔ مؤثر و ضربهٔ بازیابی. حرکت مژک‌ها در لایهٔ مایع اطراف مژک‌ها که عمق آن اندکی کمتر از طول مژک‌های کشیده است، انجام می‌شود. این امکان را می‌دهد که مژک‌ها هنگام ضربهٔ مؤثر به لایهٔ مخاط نفوذ کنند و آن را به سمت دور از سطح سلول حرکت دهند. در ضربهٔ بازیابی، مژک از یک سو تا سوی دیگر خم می‌شود تا به موقعیت اولیه برای ضربهٔ بعدی بازگردد. در این بازگشت، مژک کاملاً در مایع پیرامونی (PCL) فرومی‌رود که موجب می‌شود حرکت معکوس مخاط کاهش یابد.

حرکت مژک‌ها به شکل موج ناهم‌زمان.

حرکت هماهنگ مژک‌ها روی همهٔ سلول‌ها به شیوه‌ای که هنوز کاملاً مشخص نیست، انجام می‌شود. این حرکات موج‌مانندی ایجاد می‌کنند که در نای با سرعتی بین ۶ تا ۲۰ میلی‌متر در دقیقه حرکت می‌کند. موج تولیدشده یک موج ناهم‌زمان است که مخاط را جابه‌جا می‌کند. مدل‌های ریاضی بسیاری برای مطالعهٔ سازوکار ضربه زدن مژک‌ها ساخته شده‌اند، از جمله مدل‌هایی برای درک تولید و ضرباهنگ موج ناهم‌زمان و همچنین تولید نیروی ضربهٔ مؤثر.

## اهمیت بالینی

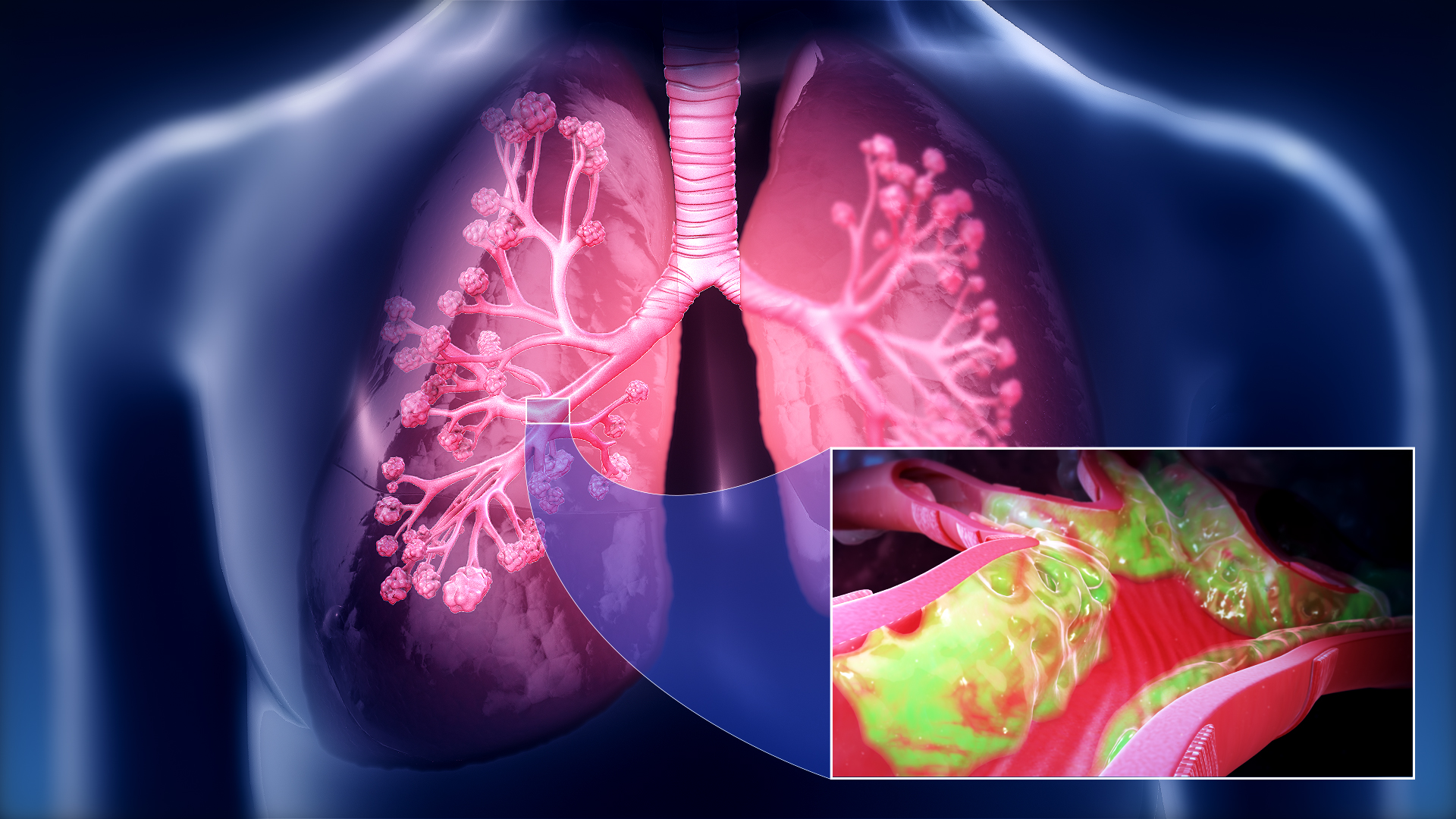
تجمع مخاط در راه‌های هوایی در نتیجهٔ اختلال در پاک‌سازی مخاطی‌مژه‌ای که ممکن است همراه با ترشح بیش از حد مخاط باشد.

پاک‌سازی مؤثر مخاطی‌مژه‌ای به عوامل متعددی بستگی دارد از جمله تعداد مژک‌ها و ساختار آن‌ها، به ویژه طول آن‌ها، و کیفیت مخاط تولیدشده که باید در میزان مناسب رطوبت، دما و پی‌اچ حفظ شود.
مژک‌ها باید بتوانند آزادانه در لایهٔ مایع پیرامونی حرکت کنند و زمانی که این حرکت به دلیل آسیب به مژک‌ها یا به دلیل عدم تعادل در رطوبت یا پی‌اچ لایهٔ مایع پیرامونی مختل شود، مخاط به درستی از راه‌های هوایی پاک نمی‌شود. فیبروز سیستیک یکی از پیامدهای عدم تعادل در لایهٔ مایع پیرامونی است. تجمع مخاط، علاوه بر ایجاد درجات مختلفی از انسداد جریان هوا، محیط مناسبی برای رشد باکتری‌ها فراهم می‌کند که می‌توانند بسیاری از عفونت‌های تنفسی را ایجاد کرده و بیماری‌های ریوی موجود را به شدت وخیم‌تر کنند. بیماری‌های انسدادی ریوی اغلب در نتیجهٔ اختلال در پاک‌سازی مخاطی‌مژه‌ای بروز می‌کنند که ممکن است همراه با تجمع مخاط باشند و این بیماری‌ها گاهی به عنوان بیماری‌های ریوی موکوعانسدادی شناخته می‌شوند. مطالعات نشان داده‌اند که کاهش رطوبت مایع سطح راه‌های هوایی به تنهایی می‌تواند موجب انسداد مخاطی شود، حتی زمانی که هیچ نشانه‌ای از ترشح بیش از حد مخاط وجود نداشته باشد.

### رطوبت
رطوبت بالا پاک‌سازی مخاطی‌مژه‌ای را بهبود می‌بخشد. یک مطالعه بر روی سگ‌ها نشان داد که انتقال مخاط در رطوبت مطلق ۹ گرم آب بر متر مکعب کمتر از زمانی بود که رطوبت ۳۰ گرم آب بر متر مکعب بود. دو روش برای پشتیبانی از این فرایند، به ویژه در تنفس مکانیکی، از طریق مرطوب‌کننده‌های فعال و غیرفعال گاز تنفسی فراهم می‌شود.